# Walenty Palencia Marquina
Walenty Palencia Marquina (właśc. Valentín Palencia Marquina) (ur. 26 lipca 1871 w Burgos, zm. 15 stycznia 1937 w Suances) – hiszpański duchowny rzymskokatolicki, męczennik i błogosławiony Kościoła katolickiego.

## Życiorys
Valentín Palencia Marquina urodził się 26 lipca 1871 roku. Był wychowawcą młodzieży i dzieci. W 1898 roku założył w kościele San Esteban warsztat dla sierot i biednych dzieci. W 1925 roku za pracę humanitarną przyznano mu wyróżnienie pn. Cruz de Beneficiencia, czyli Krzyż Dobroczynności. Został aresztowany wraz z uczniami po wybuchu wojny domowej w Hiszpanii, a następnie wraz z nimi zamordowany.
Proces beatyfikacyjny jego i pozostałych męczenników rozpoczął się w 1996 roku. 1 października 2015 roku papież Franciszek ogłosił dekret o ich męczeństwie. Jego beatyfikacja i towarzyszy odbyła się 23 kwietnia 2016, a uroczystościom przewodniczył kardynał Angelo Amato.
Jego wspomnienie liturgiczne obchodzone jest 15 stycznia (dies natalis).